# 台湾鼠刺
台湾鼠刺（学名：Itea oldhamii）为虎耳草科鼠刺属下的一个种。

## 扩展阅读
- 維基物種上的相關：台湾鼠刺